# Luisa Larraga
María Luisa Larraga Cacho (Zaragoza, 10 de diciembre de 1970) es una atleta aragonesa especializada en carreras de fondo y medio fondo. Fue internacional con su equipo nacional español 31 veces desde el año 1996 hasta el 2006. Tiene los récords de atletismo de Aragón en 3.000, 5.000, 10.000 metros lisos, medio maratón y maratón. Sus equipos fueron CN Helios (1988-1992), New Balance AC (1994-1996), Adidas RT (1997-2003), Puma Chapín de Jerez (2004), At. Olímpo (2005-2008) y Scorpio-71 desde el 2009. Entre sus clasificaciones destacan la victoria al maratón de Valencia y la medalla de bronce por equipos en el Campeonato del Mundo de Medio Maratón en su edición de 1998 con el equipo de España.